# Sunnerbo härad
Sunnerbo härad var ett härad i sydvästra Småland och i Kronobergs län i smålandet Finnveden. Häradet motsvarar idag delar av Ljungby och Älmhults kommuner samt hela Markaryds kommun. Tingsplatsen låg ursprungligen i Ljungby (1300-talet) för att därefter flyttas till Hamneda där den var till 1689 då den åter flyttade till Ljungby.

## Geografi
Häradet bestod av Kronobergs läns västra del som angränsade till Jönköpings län i norr, Halland i väster och Skåne i söder. 
Häradets areal uppgick till 2 806 km², varav land 2 544.

### Största tätorter
- Ljungby. Municipalköping 1829, Municipalsamhälle 1921, stad 1936-1970.
- Markaryd. Köping 1916, ursprungligen omfattande själva samhället, 1960-1970 omfattande hela Markaryds landskommun.
- Strömsnäsbruk. Samhälle i Traryds socken, vilken 1952-1970 var en del av Traryds köping.

## Socknar
Häradet omfattade 23 socknar.
| I Markaryds kommun - Markaryds socken - Hinneryds socken - Traryds socken samt från 1916 Markaryds köping I Älmhults kommun - Göteryds socken - Hallaryds socken - Pjätteryds socken | I Ljungby kommun - Vittaryds socken - Berga socken - Dörarps socken - Ryssby socken - Tutaryds socken - Agunnaryds socken - Odensjö socken - Lidhults socken - Vrå socken - Annerstads socken - Torpa socken - Nöttja socken - Angelstads socken - Ljungby socken - Kånna socken - Södra Ljunga socken - Hamneda socken |

Ljungby stad inrättades 1936 och ingick i häradets jurisdiktion.

## Län, fögderier, tingslag, domsagor och tingsrätter
Socknarna ingick och ingår i Kronobergs län. Församlingarna tillhör(de) från 1555 Växjö stift.
Häradets socknar hörde till följande fögderier:
- 1720-1966 Sunnerbo fögderi
- 1946-1966 Allbo fögderi (Ryssby, Agunnaryds, Göteryds, Hallaryds, Pjätteryds socknar, från 1952 även Tutaryds socken)
- 1967-1990 Ljungby fögderi

Häradets socknar tillhörde följande tingslag, domsagor och tingsrätter:
- 1680-1970 Sunnerbo tingslag i 
  - 1680-1778 Sunnerbo, Västbo och Östbo häraders domsaga
  - 1779-1970 Sunnerbo domsaga

- 1971-2005 Ljungby tingsrätt och domsaga
- 2005- Växjö tingsrätt och dess domsaga

## Häradshövdingar
| Ämbetstid | Namn                                      | Levnadstid |
| --------- | ----------------------------------------- | ---------- |
| 1372      | Karl Knutsson (sparre)                    |            |
| 1379      | Eland Algotsson (sparre)                  |            |
| 1389–1405 | Peder Ingolfsson                          |            |
| 1407–1408 | Peder Nilsson (snedbjälke)                |            |
| 1426–1445 | Olof Jönsson (Stenbock, äldre ätten)      |            |
| 1460      | Sven Erlandsson                           |            |
| 1475–1477 | Nils Stolpe                               |            |
| 1479–1492 | Bonde Olofsson (två bjälkar)              |            |
| 1504–1507 | Olof Galle                                |            |
| 1507–1516 | Knut Arvidsson (Drake af Intorp)          |            |
| 1537–1547 | Isak Birgersson (halvhjort till Älmtaryd) |            |
| 1547      | Lars Pedersson (Hård af Segerstad)        |            |
| 1564–1567 | Per Isaksson (halvhjort till Älmtaryd)    | –1567      |
| 1573–1574 | Peder Månsson (Stierna)                   |            |
| 1574–1595 | Claes Bielke                              |            |
| 1598–1603 | Peder Christersson (Siöblad)              | –1603      |
| 1603–1612 | Otto Helmer von Mörner                    |            |
| 1612–1620 | Anders Grip                               |            |
| 1621–1627 | Jakob Jakobsson (Snakenborg-Bååt)         |            |
| 1627–1652 | Johan Adler Salvius                       | –1652      |
| 1663–1680 | Nils Lindegren                            |            |